# 손개화
손개화(孫開華, 1840년경~1893년)는 청나라 말기의 장군이다. 상군 무장으로, 복건제독의 벼슬을 하였고, 대만의 군무를 지원했다.

## 생애
중국 후난성 츠리현 암박도 출신으로 태평천국군에 맞서 포초(鮑超)를 따라 상군에 들어갔다. 강소성을 지원하고, 구강 소야구에서 태평천국군과 전투를 벌이다 왼쪽 팔에 부상을 당했다. 그는 1866년, 복건성 장저우에서 총병이 될 때까지 빠르게 승진했다. 1878년 대만 야만인들에 대한 복무를 보았지만, 담수 전투에서 프랑스군을 격퇴한 것으로 가장 잘 알려져 있다. 이 공으로 그는 7급 귀족이 되었으며, 1886년에는 복건성에서 제독이 되었다. 그는 무관 장교였지만, 학식이 뛰어나 현지인과 외국인 모두에게 큰 인기를 얻었다.
1893년, 사망하였고, 장무(壯武)라는 시호가 추증되었다. 그의 경력은 왕조의 역사에 기록되어야 한다는 명령이 내려졌으며, 주요 업적을 기록한 기념 사원을 세웠다.

## 가족
- 손소인 - 손개화의 아들로 청나라 복건제독과 중화민국의 복건도독이 되었다.

## 참고 문헌
- 청사고, 459권, 열전 246, 손개화(孫開華)